# Christine Boisson
Christine Boisson (* 8. April 1956 in Salon-de-Provence, Département Bouches-du-Rhône, Frankreich; † 21. Oktober 2024 in Paris) war eine französische Schauspielerin.

## Leben
Boissons Karriere startete 1974 mit der Bewerbung bei einer Modelagentur in Paris, wo der Modefotograf Just Jaeckin auf sie aufmerksam wurde und sie für ihren ersten Film Emmanuelle neben Sylvia Kristel verpflichtete. Durch ihre Mitwirkung in dem französischen Beitrag zur Sexwelle der 1970er-Jahre wurde sie vom deutschen Publikum vor allem mit diesem Genre in Verbindung gebracht, obwohl sie bei den späteren Fortsetzungen nicht mitwirkte. In Frankreich hingegen wurde sie eine sehr produktive Charakterdarstellerin.
Zunächst schrieb sie sich beim Conservatoire national supérieur d’art dramatique (CNSAD) ein und schloss 1977 ab. 1980 übernahm sie die Titelrolle in dem Beziehungsmelodram Die Taxifahrerin. Sie sammelte Erfahrungen am Theater und arbeitete in den 1980er-Jahren für den Film mit bedeutenden Regisseuren ihrer Zeit zusammen. Ihre künstlerisch anspruchsvollen Filme hatten keinen kommerziellen Erfolg. Auf der Bühne spielte sie auch in modernen Stücken deutschsprachiger Autoren wie Botho Strauß und Peter Handke.
1984 war sie die erste Trägerin des Romy-Schneider-Preises für die Interpretation der Manu in Rue barbare von Gilles Béhat.
Christine Boisson starb 68-jährig an den Folgen einer mit dem Rauchen assoziierten Lungenerkrankung.

## Filmografie (Auswahl)
- 1974: Das wilde Schaf (Le mouton enragé)
- 1974: Emmanuelle
- 1975: Flic Story – Duell in sechs Runden (Flic Story)
- 1976: Le berceau de cristal
- 1976: Die Hinrichtung
- 1980: Die Taxifahrerin (Extérieur, nuit)
- 1981: Seuls
- 1982: Die Flügel der Nacht
- 1982: Identifikation einer Frau (Identificazione di una donna)
- 1984: Episode Rue Fontaine in Paris vu par … vingt ans après
- 1985: Das Morgengrauen (L’aube)
- 1986: Reise in die Unendlichkeit (Le passage)
- 1987: Land der Sehnsucht (Once We Were Dreamers)
- 1987: Der Mönch und die Hexe (Le moine et la sorcière)
- 1987: Jenatsch
- 1990: So sind die Tage und der Mond (Il y a des jours… et des lunes)
- 1993: Ein neues Leben (Une nouvelle vie)
- 1994: Die Detektivin (Pas très catholique)
- 2000: Haus der dunklen Wünsche (En face)
- 2002: The Truth About Charlie
- 2009: Staatsfeinde – Mord auf höchster Ebene (Une affaire d’état)
- 2014: Profiling Paris (Profilage, Fernsehserie, 1 Folge)